# Mário Lago
Mário Lago (Río de Janeiro, 26 de noviembre de 1911-Río de Janeiro, 30 de mayo de 2002) fue un abogado, poeta, locutor de radio, compositor, escritor y actor brasileño. Es el autor de sambas populares como  "Ai! que saudade da Amélia" y "Atire a primeira pedra", ambos en sociedad con Ataulfo Alves, que se hicieron populares en las décadas de 1940 y 1950.